# Mário de Sá-Carneiro
Mário de Sá-Carneiro (ur. 19 maja 1890 w Lizbonie, zm. 26 kwietnia 1916 w Paryżu) – portugalski pisarz i poeta, jeden z najważniejszych przedstawicieli modernizmu.

## Życiorys
Mário de Sá-Carneiro urodził się 19 maja 1890 roku w Lizbonie. Studiował na Sorbonie w Paryżu. Był przyjacielem Fernanda Pessoi, z którym w 1915 roku zaczął wydawać czasopismo „Orpheu”. Z powodu trudnej sytuacji finansowej i złych relacji z ojcem, po przerwaniu studiów i prowadzeniu cygańskiego życia, w Hotelu Nice w Paryżu popełnił samobójstwo 26 kwietnia 1916 roku.

## Twórczość
Wiersze składające się na pierwszy tomik, zatytułowany Dispersão i wydany w 1914 roku, poeta pisał w Paryżu. W tym samym roku wydał powieść A Confissão de Lúcio. Przed śmiercią wysłał swoje niewydane dotąd wiersze Fernandowi Pessoi. Zostały one opublikowane pod tytułem Indicios de Oiro w 1937 roku.